# Из жизни Фёдора Кузькина (фильм)
«Из жизни Фёдора Кузькина» — советский художественный фильм, снятый в 1989 году режиссёром Станиславом Ростоцким по повести Бориса Можаева «Живой» (1966).

## Сюжет
История жизни Фёдора Кузькина, разделившего со страной тяготы тридцатых, а затем военных и послевоенных годов. Теперь Кузькин решает стать единоличником.
Фильм снимался в городе Вязники Владимирской области и окрестных деревнях.

## В ролях
- Александр Суснин — Фёдор Кузькин
- Татьяна Бедова — Авдотья Кузькина
- Сергей Быстрицкий — сын Кузькиных
- Денис Борисов — сын Кузькиных
- Наташа Борисова — дочь Кузькиных
- Катя Иванова — дочь Кузькиных
- Митя Федоров — сын Кузькиных
- Пётр Щербаков — Семён Иванович Мотяков, председатель райисполкома
- Юрий Потёмкин — Михаил Михайлович Гузёнков, председатель колхоза
- Михаил Кокшенов — Пашка Воронин, бригадир
- Фёдор Валиков — дед Филат
- Анатолий Бородин — Ермаков, председатель соседнего колхоза
- Пётр Любешкин — Андрей Спиридонович
- Николай Погодин — Спиридон Воронин
- Павел Винник — работник райисполкома
- Владимир Трошин — Пётр Иванович, секретарь обкома
- Александр Лебедев — Матвей Корнеич Назаркин, счетовод
- Александр Кудинов — Дёмин, секретарь райкома КПСС
- Анатолий Курманов — Фатеев, следователь прокуратуры
- Светлана Харитонова — Варвара Петровна Цыплакова, заведующая райсобесом
- Михаил Жигалов — Василий Афанасьевич Кошкин, директор леспромхоза
- Юрий Чернов — член бригады
- Татьяна Чернопятова — секретарь Мотякова
- Валентина Ананьина — Настя-Рябуха, председатель комиссии по конфискации
- Владимир Сергиенко — Васька
- Александр Вдовин — инструктор обкома КПСС
- Юрий Медведев — работник райисполкома
- Валерий Немешаев — сын Васьки
- М. Андрушкевич — эпизод
- Татьяна Божок — секретарь суда
- Елена Валаева — продавщица в спецмагазине
- Людмила Великая — жена Мотякова
- Вадим Вильский — агроном
- Игорь Воробьёв — эпизод
- Александр Горбенко — член бригады
- Вячеслав Горбунчиков — колхозник
- Олег Демидов — член бригады
- Николай Дёмин — приятель Кузькина
- Юрий Дубровин — Пупыкин, бухгалтер леспромхоза
- Иван Екатериничев — член бригады
- Вячеслав Жариков — эпизод
- Юрий Маляров — эпизод
- Виктор Мамаев — животновод
- Виктор Махмутов — генерал
- Виктор Незнанов — зять генерала
- Артур Нищёнкин — эпизод
- Александр Полянин — тракторист
- Александр Рахленко — судья, председатель выездного суда
- Владимир Ржавский — тракторист
- Владимир Скляров — эпизод
- Татьяна Сурначёва — судебный заседатель
- Тамара Тимофеева — тётка Матрёна
- Иван Турченков — эпизод
- Юрий Сорокин — эпизод
- Владимир Трещалов — Пётр Лизунин
- Василий Устюжанинов — корреспондент областной газеты
- Галина Харитонова — диспетчер
- Леонид Юхин — колхозник

## Съёмочная группа
- Авторы сценария: Станислав Ростоцкий, Борис Можаев
- Режиссёр: Станислав Ростоцкий
- Оператор: Владислав Меньшиков
- Художник: Сергей Серебреников
- Композитор: Андрей Петров